# 湖泊沉積物

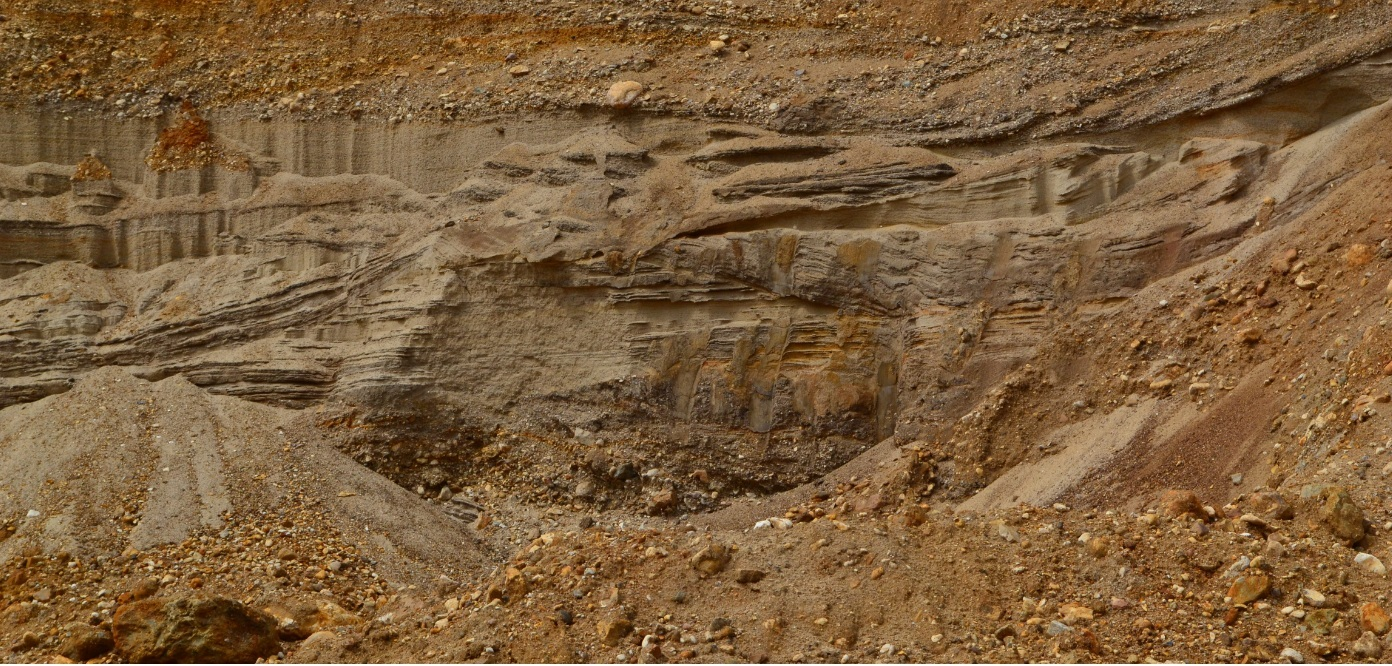
湖相砂 (位於莫斯科石灰開采坑 "Nikitsky")

湖泊沉積物（英語：Lacustrine deposits）是在古代湖泊底部形成的沉積岩層。湖泊沉積物大多來自河流從周圍搬運的顆粒。湖泊沉積物類型，包括裂谷湖、河迹湖、冰蝕湖和火山口湖。湖泊環境與海洋一樣，均有廣汎的水體。它們的沉積物相似，主要由低能量的小顆粒組成。湖相沉積物通常分選良好，具有高度層狀的淤泥、黏土，偶爾還有碳酸鹽岩。湖泊是暫時的，一旦無水進入，沉積物就會乾涸造成沉積岩層。

## 湖泊類型
自然界中各種盆地都可以形成湖泊沉積物。盆地的起源不同導致湖泊沉積類型之間差異。裂谷地塹湖是由地殼拉伸形成的，流入的沉積物主要由河流搬運到窪地沉積。河跡湖充填的沉積物主要來自季節性氾濫洪水以及平常河流的搬運。冰川湖是終端冰磧石，阻擋了從冰川侵蝕山谷中逸出的水時而形成的。隨著冰川融化，山谷充滿了融水，形成了冰川湖。火山口湖可以是隕石湖或火山口湖。火山口湖的沉積物是由沿著陡坡下降流搬運的。

## 資源價值
湖相沉積物近年來受到越來越多的關注，是因爲其含有石油、煤和鈾等經濟礦藏。湖相礦床採礦通常能具有高產量，但其采礦有困難性。由於湖相沉積物所含的粘土和粉砂，其的抗剪力強度較差，加上的低滲透性特性，水分含量通常被鎖定在地層中。最近研究發現臨時湖泊特別有價值。由於季節性濕潤和乾燥的特性，在雨季和旱季之間，有一段時期讓有機物有好的生成機會。但在雨季時卻被湧入的水淹沒。造成有機物和淤泥及粘土的主要組合，形成油頁岩或煤礦床。